# LG Prada (KE850)
O LG KE850, também conhecido como LG Prada, é um celular touchscreen produzido pela LG Electronics. Foi o primeiro celular com tela capacitativa do mundo.  Foi anunciado pela primeira vez em 12 de dezembro de 2006. O LG Prada vendeu 1 milhão de unidades nos primeiros 18 meses.
A segunda versão do telefone, o LG Prada II (KF900) foi anunciada em 13 de outubro de 2008. Foi lançada em dezembro de 2008.